# کانه‌ماکی جیسای
کانه‌ماکی جیسای (به ژاپنی: 鐘巻 自斎 Kanemaki Jisai); ۱ ژانویهٔ ۱۵۳۶ – ۱ ژانویهٔ ۱۶۱۵) استاد سبک مبارزه چوجو-ریو بود. او شاگرد تودا سیگن و استاد ایتو ایتتوسای احتمالاً ساساکی کوجیرو نیز بود.

## نفوذ فرهنگی
کانه‌ماکی جیسای یک شخصیت برجسته در مجموعه مانگای ژاپنی واگاباند است، که در آن او یکی از چهره‌های اصلی سریال "کوجیرو آرک " است که ساساکی کوجیرو را از همان بدو تولدش بزرگ کرده و او را در اوایل بزرگسالی او آموزش داده است.